# Agaplesion
Agaplesion (Eigenschreibweise AGAPLESION) ist eine gemeinnützige Aktiengesellschaft, die als „Einrichtung der evangelischen Kirche“ gemeinsam mit den beteiligten diakonischen Unternehmen Krankenhäuser und Altenpflegeeinrichtungen in Deutschland betreibt. Sitz ist Frankfurt am Main.
Der Unternehmensname ist vom griechischen „ἀγαπήσεις τὸν πλησίον – Agapéseis tòn plesíon“ abgeleitet: Liebe deinen Nächsten (Mk 12,31 ).

## Geschichte
Gründer sind das Diakoniewerk Bethanien e. V. in Frankfurt am Main, das Elisabethenstift, Kirchliche Stiftung des öffentlichen Rechts, in Darmstadt, der Evangelische Regionalverband mit Sitz in Frankfurt am Main, das Evangelische Dekanat Darmstadt-Stadt, das Frankfurter Diakonissenhaus in Frankfurt am Main und die Markus-Stiftung dbR. Gründungstag war der 26. Juni 2002. Am 22. August 2002 erfolgte der Eintrag in das Handelsregister des Amtsgerichts Frankfurt am Main.
Seit dem 1. Januar 2005 betreibt das Unternehmen in Heidelberg die überregional agierende Agaplesion Akademie zur Fort- und Weiterbildung in medizinischen, pflegerischen und anderen diakonischen Berufen als rechtlich unselbstständige gemeinnützige Einrichtung. Sie geht zurück auf die Gründung im Jahr 1995 am „Bethanien Krankenhaus Heidelberg – Geriatrisches Zentrum“, in die wiederum im Jahr 2006 die gemeinnützige Aktiengesellschaft Agaplesion mit einer Beteiligung von 60 Prozent einstieg.
Seit 2008 ist das Unternehmen mit 25 Prozent Mitgesellschafter des Verbunds edia.con mit Sitz in Chemnitz.
Im Februar 2010 erwarb das Unternehmen zu 60 % die Anteile der Bethanien Diakonie gGmbH mit Sitz in Berlin-Steglitz, die fünf vollstationäre Pflegeeinrichtungen mit insgesamt 533 Plätzen betreibt.
Zum 1. Mai 2010 übernahm das Unternehmen die Mehrheit an der 2005 gegründeten HDV gGmbH, die auf den Hessischen Diakonieverein e. V. zurückgeht und vier diakonische Krankenhäuser und sieben Seniorenzentren in Südhessen und Rheinland-Pfalz betrieb. Zur HDV GmbH gehören auch die Service-Gesellschaften IDG mbh (Infrastruktur- und Dienstleistungsgesellschaft des HDV mbH), die ComDiak Service GmbH (Kooperation mit der Communis Rhein-Main GmbH) und die HDL Servicegesellschaft (in Kooperation mit der Lieblang Dienstleistungsgruppe Management GmbH).
Am 9. Mai 2012 hat sich das Bundeskartellamt gegen die Fusionspläne des Agaplesion Hochstift Evangelisches Krankenhaus in Worms mit der kommunalen Klinikum Worms gGmbH aufgrund „marktbeherrschender Stellung“ im Raum Worms ausgesprochen, dafür wurde aber die Fusion mit der niedersächsischen proDIAKO im September 2012 genehmigt.

## Einrichtungen und Beteiligungen
Zu Agaplesion gehören bundesweit mehr als 100 Einrichtungen, darunter 23 Krankenhausstandorte mit über 6.250 Betten, 40 Wohn- und Pflegeeinrichtungen mit über 3.500 Pflegeplätzen und zusätzlich 885 Betreuten Wohnungen, vier Hospize, 34 Medizinische Versorgungszentren und 16 Ambulante Pflegedienste und eine Fortbildungsakademie. Darüber hinaus bildet Agaplesion an 15 Standorten im Bereich Gesundheits- und Krankenpflege aus. Pro Jahr werden über eine Million Patienten versorgt.
Agaplesion hatte bei den akutgeriatrischen Krankenhäusern 2010 einen Marktanteil von 4,7 Prozent der Plankrankenhäuser und ist zudem einer der größten Geriatrie-Anbieter Deutschlands. Agaplesion unterhält auch die Agaplesion Akademie Heidelberg mit schwerpunktmäßig geriatrischem Bildungsangebot.
| Klinikverbund/Krankenhaus | Bettenzahl      | Vollstationäre Fälle     | Ambulante Fälle    | Ambulante Operationen |
| --- | --------------- | ------------------------ | ------------------ | --------------------- |
| Agaplesion Frankfurter Diakonie Kliniken in Frankfurt am Main - davon: Agaplesion Markus-Krankenhaus - davon: Agaplesion Bethanien-Krankenhaus | 895 - 530 - 238 | 33.785 - 18.543 - 13.407 | – - 36.794 - 1.019 | – - 2.492             |
| Agaplesion Diakonieklinikum Rotenburg in Rotenburg (Wümme)                                                                                     | 706             | 29.415                   | 186.776            | 5.611                 |
| Agaplesion Diakonie Kliniken Kassel - davon: Diakonissen-Krankenhaus - davon: Frauenklinik Dr. Koch                                            | 435 - 267 - 108 | 15.338 - 8.328 - 5.957   | – - 5.100          | 1.145 - 986 - 157     |
| Agaplesion Elisabethenstift in Darmstadt | 393             | 11.451                   | 26.299             | 612                   |
| Agaplesion Diakonieklinikum Hamburg | 368             | 17.843                   | 14.422             | 2.878                 |
| Agaplesion Bethesda Krankenhaus Wuppertal | 363             | 14.651                   | 23.237             | 2.209                 |
| Agaplesion Ev. Bathildiskrankenhaus in Bad Pyrmont                                                                                             | 263             | 10.214                   | 14.302             | 945                   |
| Agaplesion Evangelisches Krankenhaus Holzminden                                                                                                | 183             | 8.430                    | 6.810              | 2.313                 |
| Agaplesion Evangelisches Krankenhaus Mittelhessen in Gießen                                                                                    | 168             | 10.236                   | 16.643             | 1.775                 |
| Agaplesion Ev. Klinikum Schaumburg in Obernkirchen                                                                                             | 437             | 20.000                   | 40.000             | –                     |
| Agaplesion Diakoniekrankenhaus Ingelheim | 125             | –                        | 8.542              | 33                    |
| Agaplesion Diakoniekrankenhaus Seehausen | 112             | 4.932                    | 8.478              | 366                   |
| Agaplesion Bethanien Krankenhaus Heidelberg | 105             | 2.165                    | –                  | –                     |
| Agaplesion Krankenhaus Neu Bethlehem in Göttingen                                                                                              | 100             | 7.500                    | 15.000             | 502                   |
| Agaplesion Pneumologische Klinik Waldhof Elgershausen in Greifenstein                                                                          | 95              | 3.227                    | 626                | –                     |
| Agaplesion Bethesda Klinik Ulm | 90              | 1.515                    | –                  | –                     |
| Agaplesion Klinikum Hagen | 566             | –                        | –                  | –                     |

### Baden-Württemberg
Heidelberg

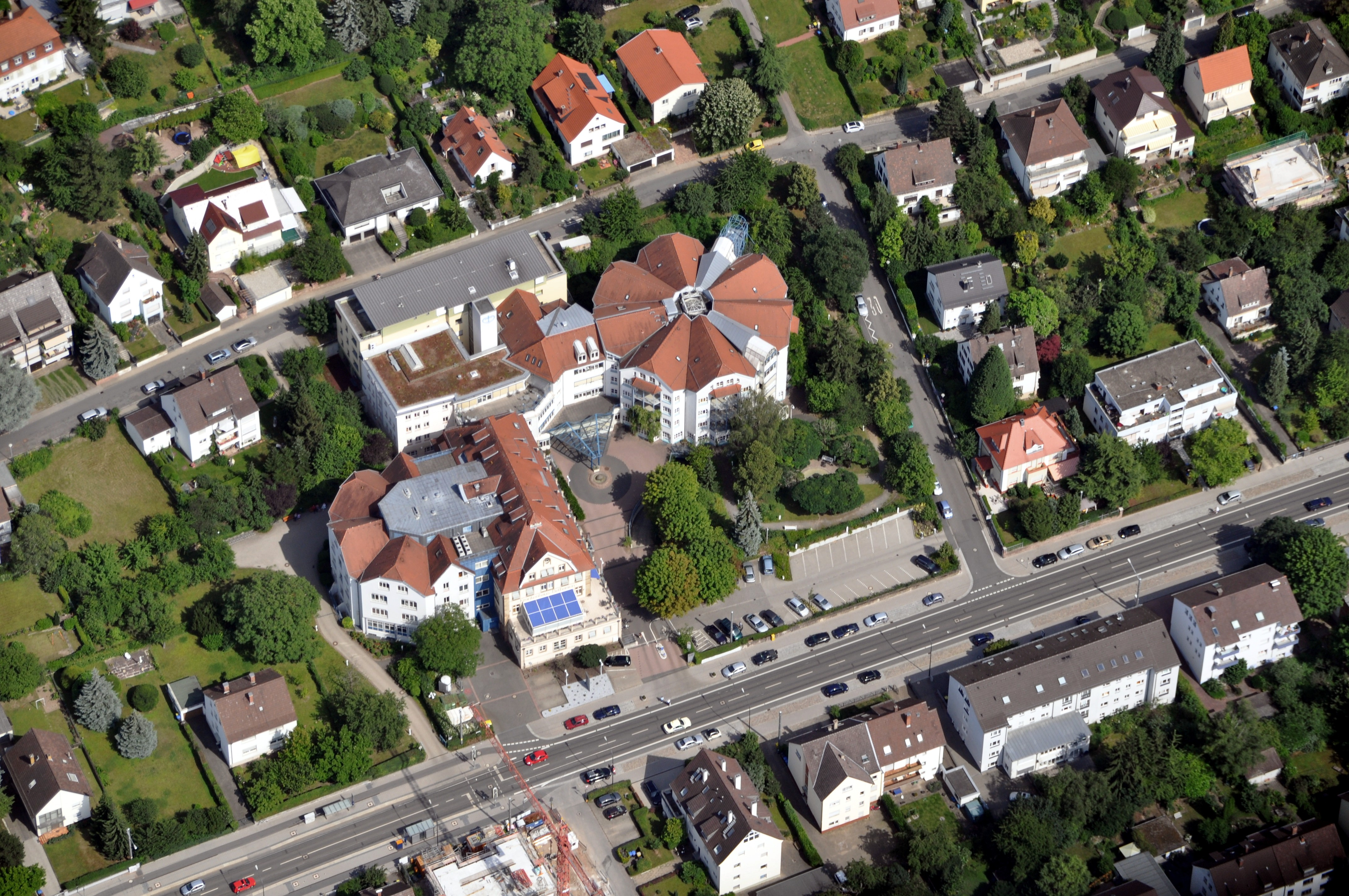
Agaplesion Bethanien Krankenhaus Heidelberg (Luftbild)

- Agaplesion Bethanien Krankenhaus Heidelberg
- 60 % Bethanien Service & Wohnen GmbH
- 60 % Alten- und Pflegeheim Lindenweg Betriebsgesellschaft mbH
- 60 % SfG Service für Gesundheits-Einrichtungen GmbH
- 54 % Bethanien – Lindenhof gGmbH
- 36 % Diakonieverbund Rhein-Neckar gGmbH
- 30,6 % Maria von Graimberg Haus gGmbH

Stuttgart
- Evangelisches Bildungszentrum für Pflegeberufe Stuttgart gGmbH

Ulm
- 60 % Agaplesion Bethesda Klinik Ulm (40 Prozent hält die Bethanien Diakonissen-Stiftung)
- 60 % Bethesda Geriatrische Klinik Ulm gGmbH (Firmensitz: Frankfurt am Main)
- GP Ulm GmbH (ambulanter sozialer Dienst)

### Berlin
- 60 % Agaplesion Bethanien Diakonie gGmbH
- 60 % Bethanien Service & Wohnen Berlin GmbH
- 56,4 % Bethesda Seniorenzentrum Berlin gGmbH
- 36 % SWS Sophienhaus Wohnbetreuungs- und Servicegesellschaft mbH
- Diakonie-Station Wilmersdorf-Bethanien gGmbH
- Diakonie-Station Charlottenburg gGmbH

### Hamburg
- 60 % Agaplesion Bethesda Krankenhaus Bergedorf gGmbH (seit 2020, die übrigen 40 % hält die Evangelische Stiftung Bethesda)
- 60 % Agaplesion Diakoniekliniken Hamburg (vormals Diakonie-Klinikum Hamburg (DKH) mit den Krankenhäusern Alten Eichen, Bethanien und Elim) (20 % hält die Evangelisch-Lutherische Diakonissenanstalt Alten Eichen von 1867 und 20 % das Evangelisch-methodistische Schwesternheim Bethanien von 1879)
- 60 % Medizinisches Versorgungszentrum am DKH gGmbH
- 60 % DKH Service GmbH
- 30,6 % SRG Service- u. Reinigungsgesellschaft mbH, Hamburg-Eimsbüttel
- SGKH – Schule für Gesundheits- und Krankenpflege Hamburg gGmbH

### Hessen
- 65 % Agaplesion Pneumologische Klinik Waldhof Elgershausen in Greifenstein (20 % der Anteile werden direkt von Agaplesion gehalten)
- 60 % Agaplesion Luisenkrankenhaus in Lindenfels (ehemals zum Hessischen Diakonieverein e. V.). Zum 1. Januar 2012 verkauft an den Katholischen Klinikverbund Südhessen gGmbH (KKSH) mit Sitz in Bensheim. Im Jahre 2016 wurde das Krankenhaus geschlossen.
- 60 % Medizinisches Versorgungszentrum Lindenfels gGmbH

Darmstadt
- 60 % HDV gGmbH (Tochtergesellschaft des Hessischen Diakonievereins)
- 60 % Agaplesion Elisabethenstift Medizinisches Versorgungszentrum gGmbH
- 60 % SBK – ServiceBetriebeKliniken GmbH
- 36 % Agaplesion Elisabethenstift
- 36 % Elisabethen-Hospiz gGmbH
- 31,2 % ComDiak Service GmbH
- 30,6 % Infrastruktur Dienstleistungsgesellschaft des HDV mbH
- 30,6 % HDL-Servicegesellschaft mbH

Frankfurt am Main
- 100 % Agaplesion Management- und Beratungsgesellschaft mbH
- 100 % DFG Beratungs- und Betriebsführungs GmbH
- 100 % Agaplesion Personalservice GmbH

Logo der Frankfurter Diakonie Kliniken 1998–2009

- 100 % Agaplesion Medizinisches Versorgungszentrum Frankfurt gGmbH
- 80 % AMTech GmbH (Medizintechnik)
- 60 % Agaplesion Frankfurter Diakonie Kliniken, 1998 Zusammenschluss des Bethanien-Krankenhauses in Frankfurt-Bornheim, des Diakonissen-Krankenhauses (Mühlberg-Krankenhaus) in Frankfurt-Sachsenhausen, des Markus-Krankenhauses in Frankfurt-Bockenheim und des Frankfurter Diakonissenkrankenhauses im Nordend zu Frankfurter Diakonie-Kliniken gGmbH (FDK)
- 60 % FDK Zentrale Dienste GmbH
- 60 % FDK Gesundheitsdienste GmbH
- 60 % FDK Gebäudedienste GmbH
- 60 % Curateam Frankfurt GmbH
- 60 % Agaplesion Bethanien Diakonie gGmbH
- 60 % Bethanien-Krankenhaus – Geriatrisches Zentrum – gGmbH
- 60 % Agaplesion Markus Diakonie gGmbH
- 60 % Markus Service und Wohnen GmbH
- Diakonieseminar Agaplesion gGmbH (Krankenpflegeschulen)
- Evangelisches Hospiz Frankfurt am Main gGmbH
- KLG Krankenhaus-Labor-Gesellschaft mbH (im Markus-Krankenhaus)

Gießen
- 75 % Agaplesion Evangelisches Krankenhaus Mittelhessen mit Sitz in Gießen (25 Prozent hält der Verein für Kranken-, Alten- und Kinderpflege zu Gießen)
- 65 % Agaplesion Medizinisches Versorgungszentrum (MVZ) Evangelisches Krankenhaus Mittelhessen gGmbH
- 45 % EKM Service GmbH, Gießen (Gebäudereinigung)

Kassel
- 60 % Diakonie-Kliniken Kassel (DKK) (2001 Gründung der DGK Diakonie Gesundheitszentrum Kassel durch Fusion des Burgfeld-Krankenhauses in der Wigandstraße und des Diakonissen-Krankenhauses in der Goethestraße, seit 2007 Klinikneubau in der Gothestraße und seit 2011 Übernahme der Klinik Dr. Koch).
- 40 % hält die Stiftung Kurhessisches Diakonissenhaus Kassel

### Niedersachsen

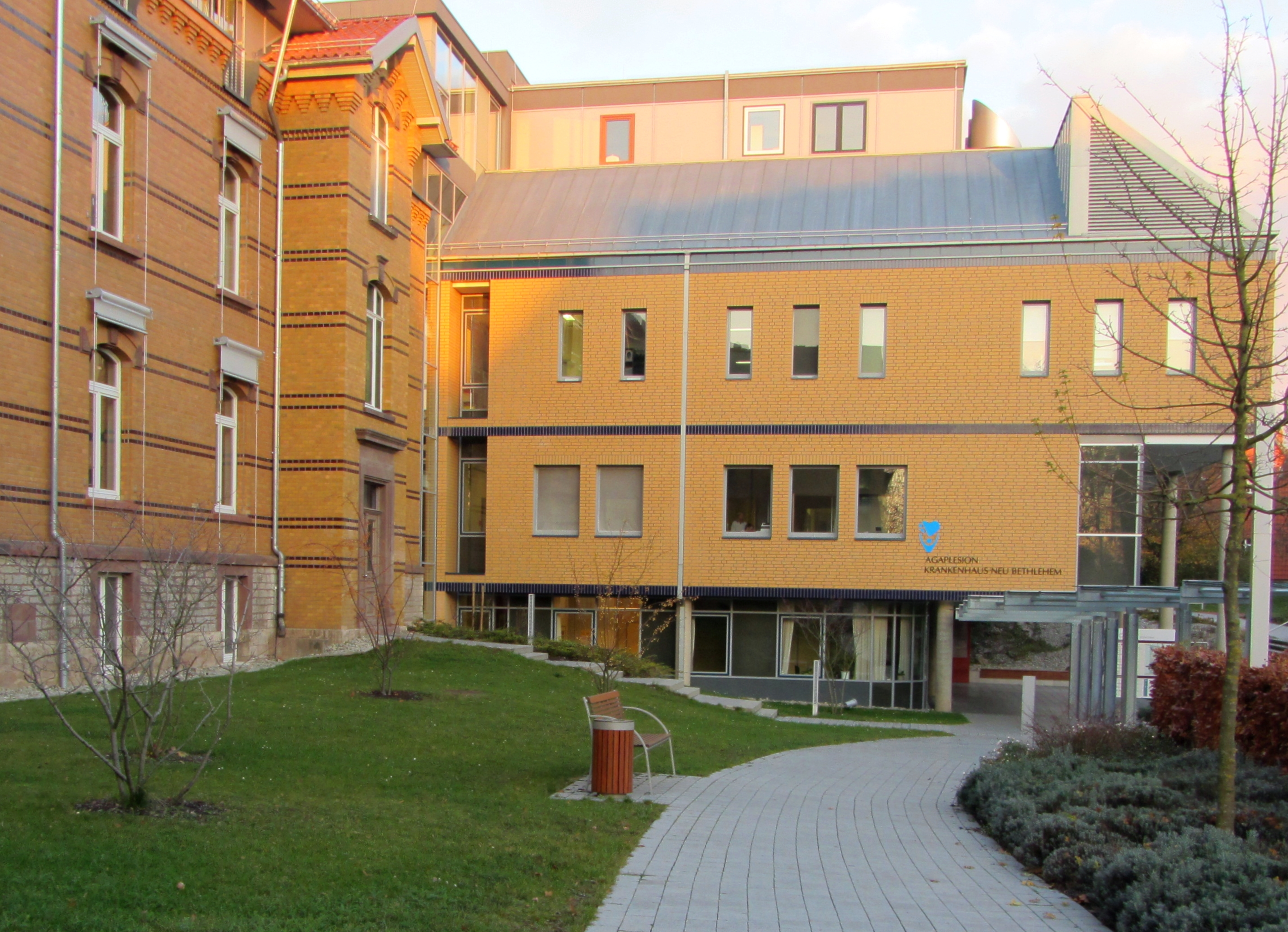
Eingangsbereich des Agaplesion Krankenhauses Neu Bethlehem in Göttingen

- Agaplesion Ev. Bathildiskrankenhaus Bad Pyrmont gGmbH
- Agaplesion Klinikum Schaumburg gGmbH in Obernkirchen
- Agaplesion Krankenhaus Neu Bethlehem gGmbH in Göttingen
- Agaplesion Evangelisches Krankenhaus Holzminden gGmbH (2023 geschlossen)
- Agaplesion Diakonieklinikum Rotenburg gGmbH

### Nordrhein-Westfalen

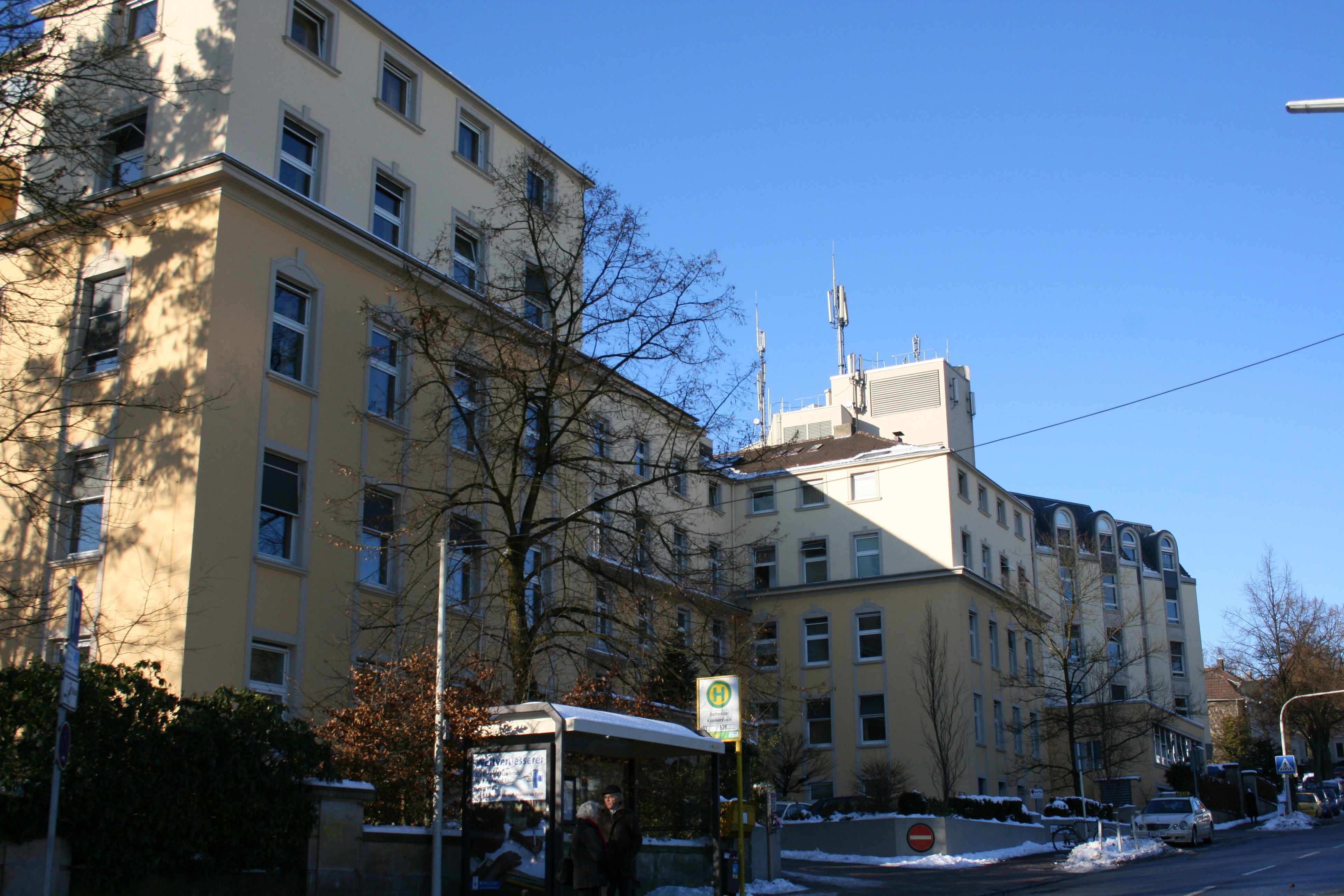
Agaplesion Bethesda Krankenhaus Wuppertal

- 60 % Agaplesion Bethesda Krankenhaus Wuppertal
- 60 % Klinik Service Betriebe GmbH, Wuppertal
- 60 % Bethesda CuraServ GmbH, Wuppertal
- Bethesda Seniorenzentrum Wuppertal gGmbH
- Bethesda Seniorenzentrum Unna gGmbH
- Diakonisches Bildungszentrum Bergisch Land gGmbH (DBZ), Remscheid
- Agaplesion Klinikum Hagen

### Rheinland-Pfalz
- Bis 2017 Agaplesion Diakoniekrankenhaus Ingelheim (ehemals zum Hessischen Diakonieverein e. V.)[11]
- Agaplesion Anna-Henrietten-Stift in Traben-Trarbach. 2012 verkauft an die Maria Hilf RLP gGmbH in Dernbach

Worms
- Agaplesion Martin-Luther-Haus (ehemals zum Hessischen Diakonieverein e. V.)
- Agaplesion Sophienstift (ehemals zum Hessischen Diakonieverein e. V.)

### Sachsen

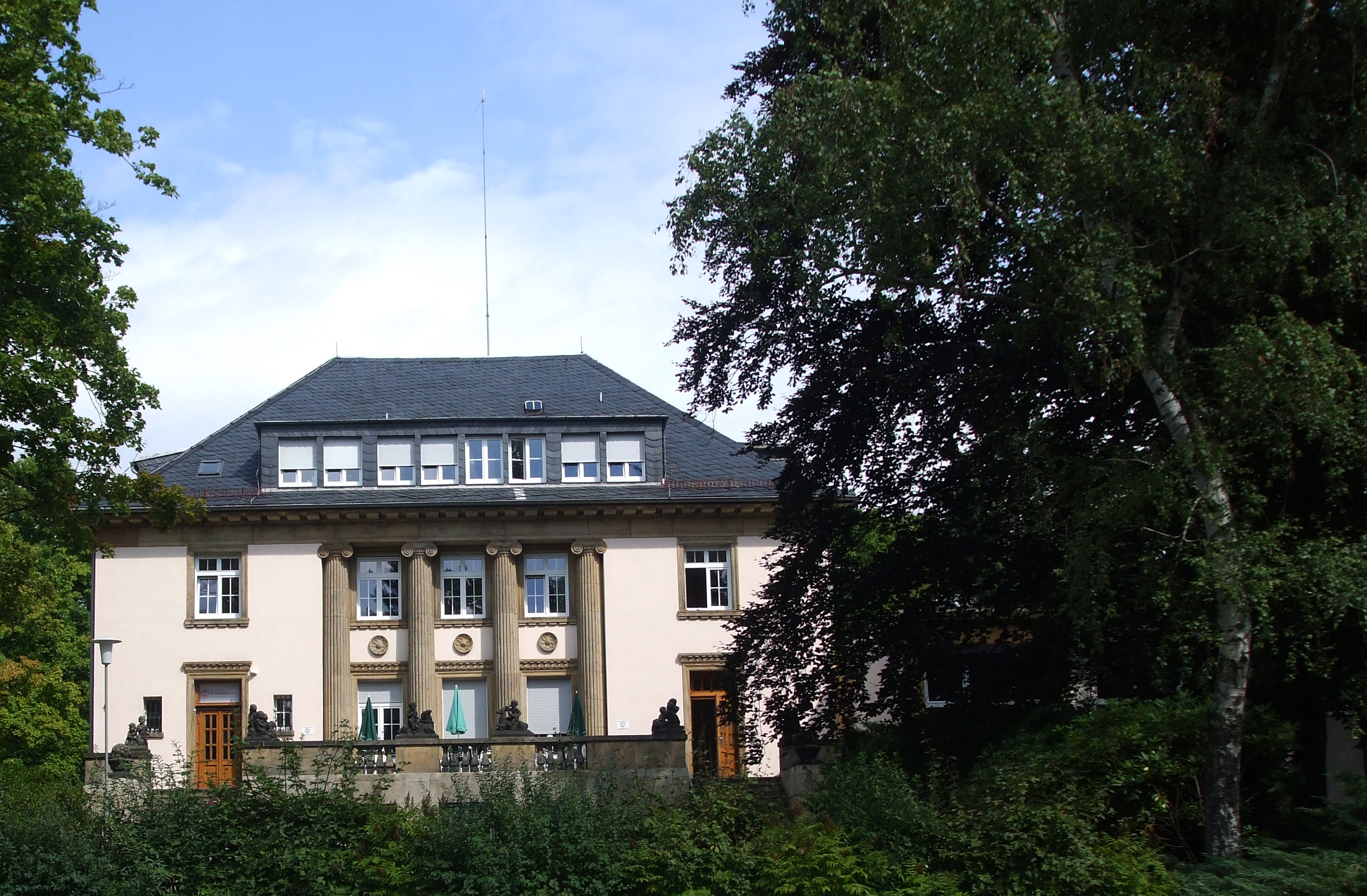
Das Krankenhaus Bethanien Plauen (Haupteingang)

- Diakonissenkrankenhaus Leipzig, (seit 2008 gehört die Einrichtung als Tochtergesellschaft dem Verbund edia.con gGmbH an, an der die Agaplesion mit 25 Prozent als Gesellschafter mitbeteiligt ist)
- Fachkrankenhaus Bethanien Hochweitzschen in Großweitzschen-Hochweitzschen (edia.con-Tochter)
- Krankenhaus Bethanien Plauen (edia.con-Tochter)
- Bethanien Krankenhaus Chemnitz gGmbH, seit 1992 Träger der Zeisigwaldkliniken Bethanien Chemnitz (edia.con-Tochter)
- edia.con gGmbH in Leipzig, Anteil der Agaplesion 100 %

### Sachsen-Anhalt

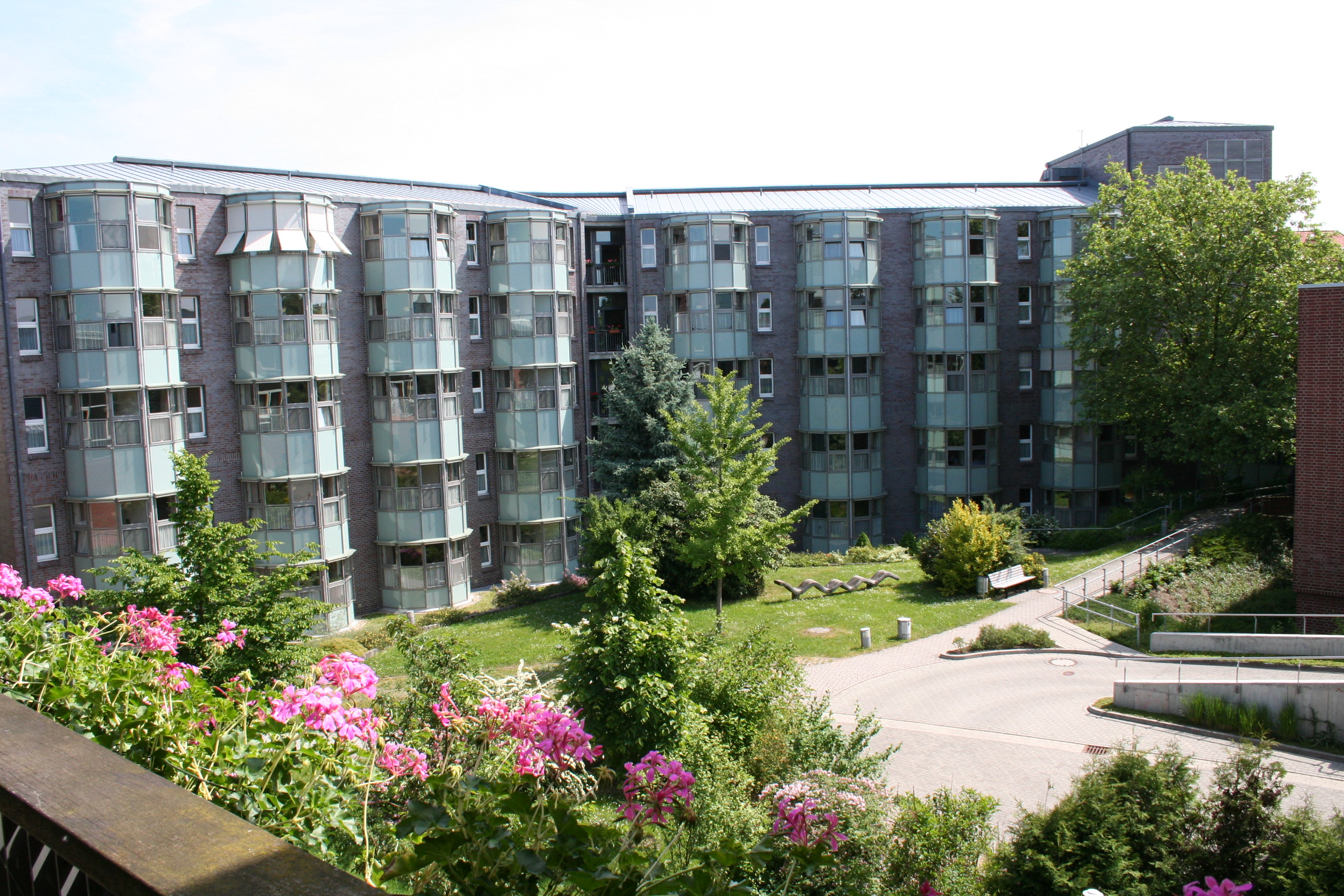
Diakonissenkrankenhaus in Dessau

- 60 % Agaplesion Diakoniekrankenhaus Seehausen in Seehausen (Altmark)
- 60 % Diakonie und Johanniter Zentrum für Medizinische Versorgung Nördliche Altmark GmbH, Seehausen
- 30,6 % Diakoniekrankenhaus Seehausen Service GmbH (Firmensitz: Flensburg)
- Diakoniekrankenhaus Dessau in Dessau-Roßlau (edia.con-Tochter)

### Bayern
- Agaplesion Ev. Pflegedienst in München (wurde im Herbst 2020 an die Hilfe im Alter gGmbH der Diakonie München und Oberbayern verkauft und zum 1. Januar 2021 im Rahmen eines Betriebsübergangs als unselbständige Einrichtung integriert).[12]

## Aktionärsstruktur
Die Aktionärsstruktur der Agaplesion (September 2020).
- 41,23 % Bethanien Diakonissen-Stiftung, Frankfurt am Main
- 9,79 % Evangelisch-lutherisches Diakonissen-Mutterhaus Rotenburg (Wümme) e. V.
- 7,80 % Frankfurter Diakonissenhaus, Frankfurt am Main
- 5,54 % Evangelisches Stift Alt- und Neu-Bethlehem Göttingen
- 4,41 % Krankenhaus-Gesellschaft Hagen, Hagen
- 4,11 % Evangelische Kirche in Hessen und Nassau (EKHN), Darmstadt
- 3,75 % Förderstiftung Hessischer Diakonieverein, Darmstadt
- 3,69 % Evangelischer Regionalverband, Frankfurt am Main
- 3,02 % Stiftung Kurhessisches Diakonissenhaus, Kassel
- 2,80 % Elisabethenstift, Kirchliche Stiftung des öffentlichen Rechts, Darmstadt
- 2,80 % Evangelisches Dekanat Darmstadt-Stadt, Darmstadt
- 2,67 % Stiftung Bethesda Bad Pyrmont
- 2,34 % Evangelisch-methodistische Kirche in Deutschland, Frankfurt am Main
- 2,01 % Stiftung Krankenhaus Bethel Bückeburg
- 1,96 % Markus-Stiftung, Frankfurt am Main
- 1,33 % Stiftung Evangelisches Krankenhaus Holzminden
- 0,56 % Ev.-luth. Diakonissenanstalt Alten Eichen, Hamburg
- 0,19 % Diakonisches Werk der Ev.-luth. Landeskirche Hannover e. V.[13]

## Vorstand
- Markus Horneber, Vorstandsvorsitzender (1. April 2012)
- Jörg Marx, stellvertretender Vorstandsvorsitzender (1. April 2012)
- Sebastian Polag, Vorstandsmitglied (1. Januar 2021)
- Constance von Struensee (1. Juli 2021)

(Stand: Juli 2021)

## Aufsichtsrat
- Stephan Ringeis, Pastor, Senderbeauftragter der Evangelischen Freikirchen beim MDR (Vorsitzender)
- Jörg Antoine, Oberkirchenrat, Kommiss. Leiter Dezernat Finanzmanagement und IT, Ev. Landeskirche in Württemberg (Stv. Vorsitzender)
- Uwe M. Junga, Kfm. Vorstand Bethanien Diakonissen-Stiftung (Stv. Vorsitzender)
- Anna Ginkel, Head of Loan Markets & Syndication / Managing Director, Aareal Bank AG
- Thorsten Kingreen, Universitätsprofessor, Lehrstuhl für Öffentliches Recht, Sozialrecht und Gesundheitsrecht, Universität Regensburg
- Saskia Kleier, Partnerin in der Gemeinschaftspraxis für Humangenetik und Genetische Labore
- Christoph Künkel, Pastor, Oberlandeskirchenrat i. R.
- Ruthardt Prager, Pastor i. R., Leiter Kirchenkanzlei Evangelisch-methodistische Kirche in Deutschland i. R.
- Torsten Rathje, Stv. Leiter Anästhesiepflege, Vorsitzender der Konzernmitarbeitervertretung in der AGAPLESION gemeinnützige AG
- Ulrike Scherf, Pfarrerin und Stv. Kirchenpräsidentin der Evangelischen Kirche in Hessen und Nassau (EKHN)
- Sabine Schmittroth, Geschäftsführende Gesellschafterin sajos GmbH
- Markus Schmolz, Aufsichtsrat Volksbank Schwarzwald-Donau-Neckar eG
- Ulrike Schölmerich-von Aschwege, Kfm. Geschäftsführerin und Mitglied des Vorstands des Frankfurter Diakonissenhauses
- Karsten Stille, Altenpfleger, 1. Stv. Vorsitzender der Konzernmitarbeitervertretung in der AGAPLESION gemeinnützige AG
- Christiane Woopen, Universitätsprofessorin, Direktorin Center for Life Ethics, Universität Bonn

(Stand: September 2023)

## Unternehmenszahlen
| Jahr | Umsatz in Euro | EBITDA in Euro | Krankenhaus- betten | Fallzahlen |
| ---- | -------------- | -------------- | ------------------- | ---------- |
| 2003 | 171,1 Mio.     | −0,26 Mio.     | 1.503               | 41.946     |
| 2004 | 168,4 Mio.     | −0,15 Mio.     | 1.503               | 40.203     |
| 2005 | 172,9 Mio.     | 4,84 Mio.      | 1.609               | 43.491     |
| 2006 | 269,6 Mio.     | 27,25 Mio.     | 2.738               | 87.118     |
| 2007 | 328,9 Mio.     | 23,6 Mio.      | 2.738               | 88.807     |
| 2008 | 369 Mio.       | 12 Mio.        | 3.223               | 110.029    |
| 2009 | 389 Mio.       | 40,25 Mio.     | 4.332               | 159.280    |
| 2010 | 436 Mio.       | 26 Mio.        | 4.761               | 176.704    |
| 2011 | 520,0 Mio.     | 4,9 Mio.       |                     |            |
| 2012 | 570,8 Mio.     | 9,3 Mio.       |                     |            |
| 2013 | 904,2 Mio.     | 7,3 Mio.       | 6.300               |            |
| 2014 | 950,5 Mio.     | 13,8 Mio.      | 6.200               |            |
| 2015 | 969,7 Mio.     | –              |                     |            |
| 2016 | 1.113,1 Mio.   | 59,61          | –                   |            |
| 2017 | 1.195,5 Mio.   | 48,4 Mio.      | 6.300               |            |
| 2018 | 1.223,7 Mio.   | 37,2 Mio.      | 6.317               |            |
| 2019 | 1.288,9 Mio.   | 38,2 Mio.      | 6.255               |            |
| 2020 | 1.601,6 Mio.   | 71,5 Mio.      |                     |            |
| 2021 | 1.690,9 Mio.   | 55,6 Mio.      |                     |            |
| 2022 | 1.766,9 Mio.   | 64,7 Mio.      |                     |            |

Quellen: Agaplesion gAG

## Mitgliedschaften
Das Unternehmen ist Mitglied in Diakonie Hessen – Diakonisches Werk in Hessen und Nassau und Kurhessen-Waldeck, dem Verband der diakonischen Dienstgeber in Deutschland (VdDD) e. V. sowie dem Deutschen evangelischen Krankenhausverband DEKV e. V.